# Estación de Malagón
Malagón fue una estación de ferrocarril situada en el municipio español de Malagón, en la provincia de Ciudad Real. Perteneció a la línea Madrid-Ciudad Real, estando operativa entre 1879 y 1988. En la actualidad se conserva el edificio de viajeros, que se mantiene en servicio como bar-restaurante.

## Historia
La estación fue levantada originalmente como parte de la línea Madrid-Ciudad Real, de ancho ibérico. Dicha línea fue construida por la Compañía de los Caminos de Hierro de Ciudad Real a Badajoz (CRB) e inaugurada en 1879, si bien un año después pasaría a manos de la compañía MZA. El complejo ferroviario contaba con un edificio de viajeros y varias vías de servicio. Debido a la importancia del municipio, a lo largo de su existencia la estación de Malagón tuvo un tráfico considerable de pasajeros. En 1941, con la nacionalización de los ferrocarriles de ancho ibérico, las instalaciones pasaron a manos de RENFE. En enero de 1988 se clausuraron las instalaciones y la mayor parte de la línea Madrid-Ciudad Real debido a la construcción del Nuevo Acceso Ferroviario a Andalucía. En la actualidad se conserva el edificio de viajeros, que ha sido reconvertido en bar.